# ウレオ川の氷解
『ウレオ川の氷解』（スウェーデン語: Islossningen i Uleå älv） 作品30は、ジャン・シベリウスが1899年に作曲した楽曲。「語り手、男声合唱と管弦楽のための即興曲」と銘打たれている。テクストが採られたスウェーデン系フィンランド人の詩人ザクリス・トペリウスの詩は、ロシア皇帝アレクサンドル2世に献呈されたことにより検閲を逃れた作品だった。本作はフィンランド大公国の自治権を制限しようとしたロシア帝国への「明白な抗議の楽曲」だった。曲はサヴォニア＝カレリア学生協会の宝くじイベントのために作曲され、1899年10月21日のイベントの場で作曲者自身の指揮によって初演された。

## 背景
本作は政治的文脈の中で作曲された。現在のフィンランドはロシアが第二次ロシア・スウェーデン戦争で領土として獲得し、フィンランド大公国として支配するまでスウェーデンの一部だった。国会、通貨、教育がスウェーデン語とフィンランド語で提供されたという意味においてこれは初の自治であったが、ロシアのフィンランド総督ニコライ・ボブリコフはこれらの自由を制限し、教育現場で使用できる言語をロシア語のみにすることすら提案した。
シベリウスは抑圧的な検閲に抵抗する愛国的声明として楽曲を制作し、『ウレオ川の氷解』が10月21日にヘルシンキのサヴォニア＝カレリア学生協会の宝くじ会場で、そして2週間後には『フィンランディア』が新聞の日を祝う一環として初演されたのであった。シベリウスは自ら初演のタクトを握った。同じ主題は無伴奏少年合唱のための『Nejden andas』にも流用されている。彼は初演後に「改訂すべし」と書き入れており、これは後日実行された。

## 楽曲
解氷現象は、北方の国々で冬の終わりを告げるとともに物事を動かし始める毎年の風物詩である。本作のテクストはスウェーデン系フィンランド人の詩人であるザクリス・トペリウスの詩から採られている。詩の中では標題になっているウレオ川以外にもフィンランド中の多くの河川の名前が挙げられている。トペリウスはこの作品を皇帝アレクサンドル2世に捧げることによって検閲を防いだ。シベリウスもトペリウスと同様、凍結した川をロシアからの抑圧のを表すものとして解釈し、砕ける氷を自由の象徴に見立てた。彼は初演の際に曲に秘められた意味を認めている。初演は『アテネ人の歌』に続いて演奏される形で行われたが、『アテネ人の歌』は半年前に初演されていた自由を歌う楽曲でありフィンランドの愛国主義者に高く評価されていた。
楽曲には「語り手、男声合唱と管弦楽のための即興曲」と副題が付けられている。この副題はシベリウス自身が本作を表現した言葉であり、これ以外にもメロドラマ、カンタータ、合唱組曲などと呼ばれる。曲の開始と終了は、金管の和音で強調された語り手の朗誦によって行われる。中間の部分は劇的な合唱となっており、多くの場面は管弦楽伴奏つきのユニゾンで歌われる。親しみやすさと一部の管弦楽の効果の観点から、本作は『フィンランディア』のための習作だったのではないかと考えられている。